# 権鳳洙
権 鳳洙（クォン・ボンス、朝鮮語: 권봉수/權鳳洙、1870年7月23日 - 1930年2月1日）は、大韓帝国及び日本統治時代の朝鮮の官僚、賛議。本貫は安東権氏。

## 人生
1870年7月23日に生まれた。宮内府で官吏を務め、警務庁や警務官、警務局長などを経て、大日本帝国政府から勲章旭日章を受けた。 1908年には忠清北道観察使と忠北裁判所の判事にも任命された。日本留学の経歴を土台に、日本人と付き合いながら出世したものと把握される。
1910年、日韓併合条約の締結後、中枢院の賛議に任命されたが、1912年、夫人の墓地に関する紛争の末、公文書偽造・変造詐欺罪により賛議を免職された。
2002年民族の精気を立てる国会議員の会が発表した親日派708人名簿と2006年親日反民族行為真相究明委員会が調査発表した親日反民族行為106人名簿に含まれた。また、2008年民族問題研究所が選定した親日人名辞典収録予定者名簿中枢院部門にも入っている。

## 参考資料
- 친일반민족행위진상규명위원회「권봉수」『2006년도 조사보고서 II - 친일반민족행위결정이유서』2006年、330~334쪽頁。발간등록번호 11-1560010-0000002-10。オリジナルの2007年9月26日時点におけるアーカイブ。2007年6月22日閲覧。